# Kカンパニー
株式会社ケーカンパニー（略称：Kカンパニー）は、テレビ番組（テレビドラマなど）・映画・CM・舞台に関する照明（テレビ照明・映画照明・舞台照明）や録音技術及びミキシングを行う会社である。

## 所属スタッフ

### 照明
- 生形浩司（代表者）
- 目時威邦
- 海老原靖人
- 村澤浩一
- 山口賢二
- 高瀬隆治
- 田中岳
- 佐々木雄也
- 土居賢太郎
- 矢尻昌也
- 小菅祐也

### 音声（録音）
- 吉田隆
- 関川力央
- 高橋寿光
- 高橋俊

## 主な担当実績
凡例
太字：現在放映されている番組、これから放映する予定の番組またはWEBコンテンツの場合は現在アーカイブ公開されている番組、これから配信する予定の番組。
無：全般（照明、音声）
※：照明のみ
☆：音声・録音のみ